# 방구행
방구행(房九行, 1381년 ~ ?)은 조선 초기의 문신이다. 본관은 남양(南陽)이며, 직제학(直提學) 방사량(房士良)의 아들이다.
1420년(세종 2년) 식년 문과(文科)에 급제하여 정3품 군자감정(軍資監正)을 지냈다.
1455년(세조 1년) 원종공신(原從功臣) 3등에 녹훈되었다.

## 가족 관계
- 증조부 : 방태보(房台輔)
  - 조부 : 방주(房柱)
    - 부 : 방사량(房士良)

  - 외조부 : 백계(白磎)
    - 모 : 백계(白磎)의 딸
      - 동생 : 방구달(房九達)
      - 동생 : 방구성(房九成)
        - 아들 : 방유륜(房有倫)
          - 손자 : 방옥정(房玉精)